# Maria Henriëtte Stuart

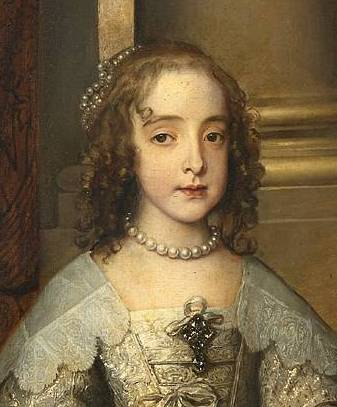
Maria Henriëtte Stuart (detail van een portret door Antoon van Dyck uit 1641)

Maria Henriëtte Stuart, Engels: Mary Henrietta (Londen, 4 november 1631 — aldaar, 24 december 1660), Princess Royal en Prinses van Oranje-Nassau, was de oudste dochter van koning Karel I en zijn vrouw Henriëtta Maria. Maria Henriëtte was de vrouw van stadhouder Willem II van Oranje en de moeder van koning-stadhouder Willem III van Oranje. Zij was een zuster van koning Karel II.

## Het vroege leven
Maria Henriëtte Stuart werd geboren in St. James's Palace, Londen. Karel I gaf haar in 1642 de titel princess royal, waarmee de traditie werd gevestigd dat de oudste dochter van de Britse vorst deze titel zou dragen. De titel werd ingesteld op het initiatief van koningin Henriëtta Maria, die de Franse etiquette wilde navolgen, waar de oudste dochter van de koning de titel Madame Royale droeg. 

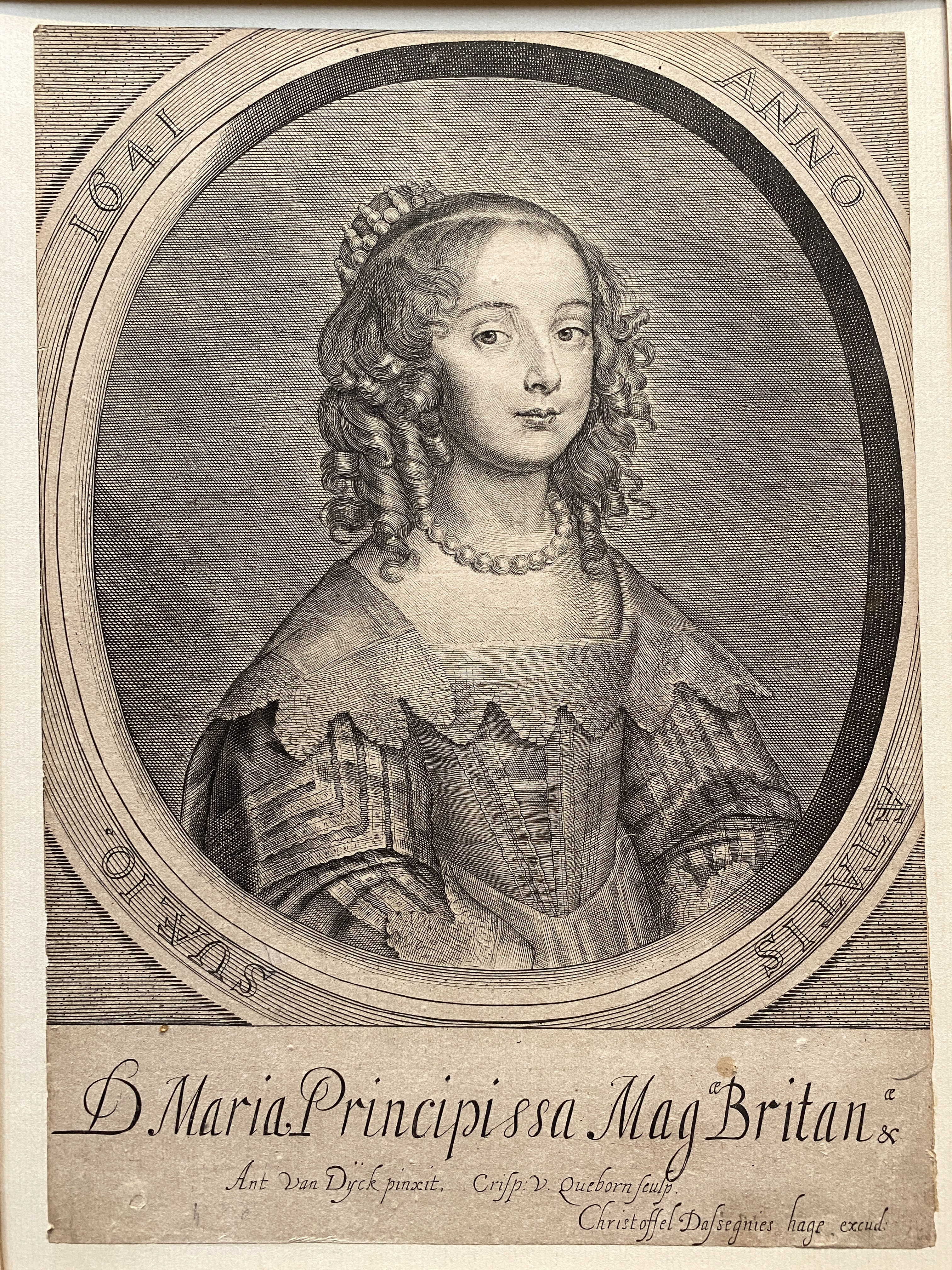
Maria-Henriëtte Stuart 1641 van Antoon van Dyck pinxit / Crispin Van Queborn Sculp. / Christoffel Dassegnies hage excud. Paris musées

## Huwelijk
De wens van haar vader was om haar een zoon van Filips IV van Spanje te laten huwen, terwijl haar neef Karel I Lodewijk van de Palts ook naar haar hand dong. Beide intenties mislukten en zij verloofde zich met Willem, de zoon en de erfgenaam van Frederik Hendrik, de prins van Oranje en stadhouder in de Verenigde Provincies, en van Amalia van Solms. Frederik Hendrik hoopte met een koninklijk huwelijk voor zijn zoon zijn eigen monarchistische aspiraties kracht bij te zetten; hij was ook een van de grootste geldschieters van Karel I tijdens de Engelse Burgeroorlog. Het huwelijk vond op 12 mei 1641 plaats in de Royal Chapel van het Palace of Whitehall in Londen, maar werd verscheidene jaren niet geconsummeerd vanwege de jonge leeftijd van de bruid. In 1642 maakte Maria de oversteek naar Holland met haar moeder en in 1644 begon ze haar rol in het openbare leven te spelen als schoondochter van de stadhouder.

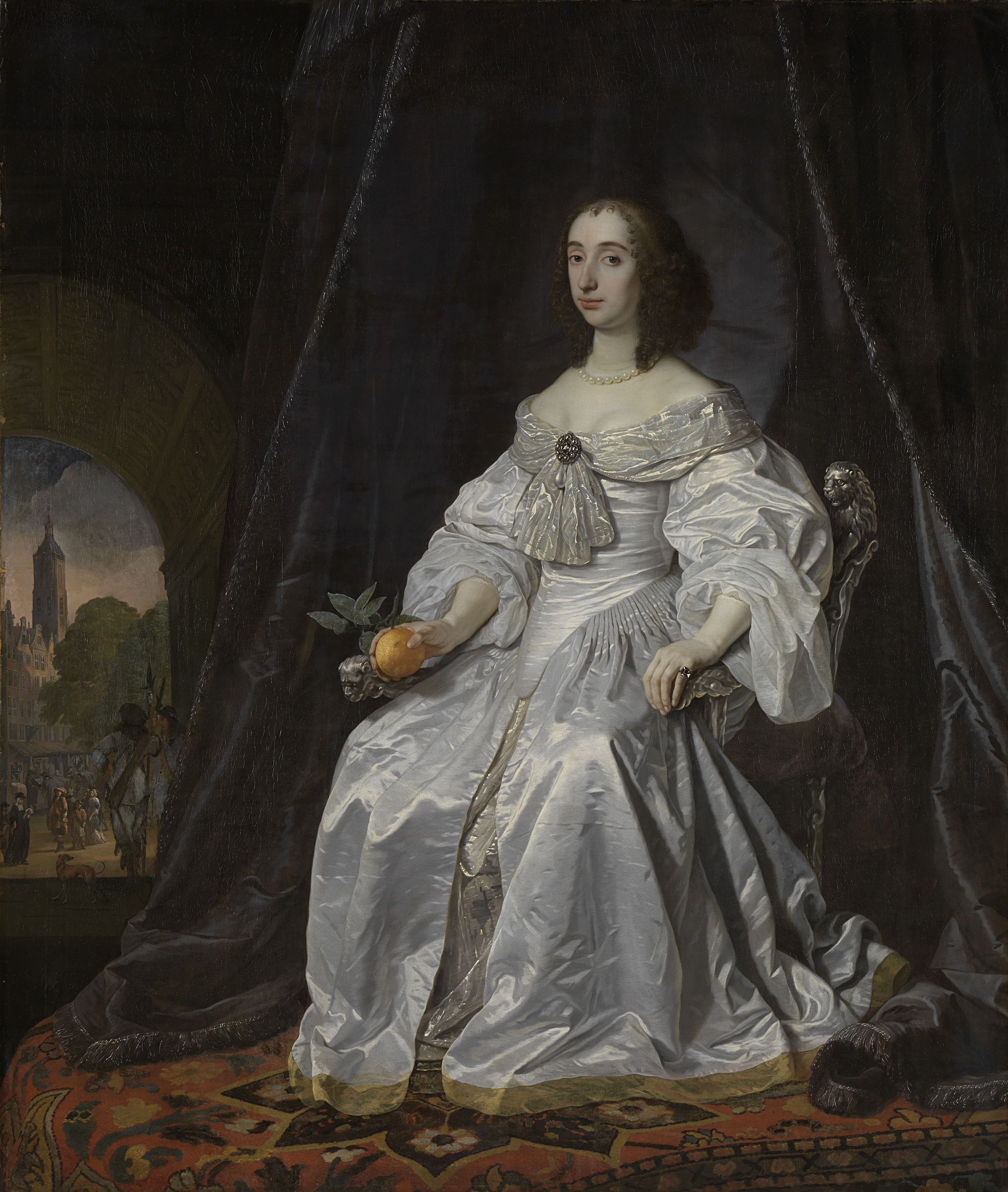
Prinses Maria Henriëtte Stuart

## Latere jaren
In maart 1647 volgde haar echtgenoot Willem II zijn vader op als stadhouder. Maria Henriëtte had een miskraam in het najaar van 1647. Op 6 november 1650 stierf Willem onverwacht aan de pokken, vlak na zijn poging om Amsterdam op zijn politieke tegenstanders te veroveren. Het enige kind van het paar, Willem (later Willem III van Oranje, de stadhouder-koning), werd acht dagen later geboren. Maria Henriëtte werd gedwongen om het voogdijschap over haar pasgeboren zoon te delen met zijn grootmoeder Amalia, weduwe van Frederik Hendrik, en met Frederik Willem I van Brandenburg. Zij was niet erg populair bij de Staatse regering vanwege de connecties met haar familie, de Stuarts. Zij bleef wonen in het stadhouderlijk paleis aan het Binnenhof, in het gebouwencomplex waar later de Eerste Kamer der Staten-Generaal werd gevestigd. Het boudoir van de Princess Royal is bij de verbouwingen in dat complex steeds intact gebleven. Het staat bekend als het Mary Stuart-kabinet. Karel I was op het eind van de Engelse Burgeroorlog onthoofd en de aanwezigheid van Maria in Den Haag leidde tot spanningen met de nieuwe republikeinse Commonwealth onder Oliver Cromwell. Het gedrag van de Engelse royalistische edelen in ballingschap tegenover het gezantschap dat Cromwell naar Den Haag stuurde was een van de directe aanleidingen van de Eerste Engels-Nederlandse Oorlog. Ze irriteerde de publieke opinie nog verder door de gastvrijheid die ze verleende aan haar broers, Karel (de latere Karel II van Engeland) en Jacobus (later Jacobus II van Engeland), nadat die Engeland ontvlucht waren. Het werd haar na de vrede met Engeland door de Staten verboden om haar verwanten nog verder te ontvangen. Zelfs bij de Orangisten was ze niet erg populair omdat ze er van jongs af aan op stond altijd strikt volgens protocol als een koninklijke prinses behandeld te worden en het vertikte om ook maar een woord Nederlands te spreken. Van 1654 tot 1657 bracht de prinses het grootste deel van haar tijd door buiten Holland, meestal in Frankrijk. In 1657 werd zij regent namens haar zoon voor het prinsdom Orange, maar de financiële moeilijkheden waarin ze inmiddels verkeerde brachten haar ertoe om de hulp van koning Lodewijk XIV van Frankrijk in te roepen. Maria had geen groot politiek inzicht en liet zich, opgeslokt als ze werd door haar wufte levenswijze, makkelijk door anderen beïnvloeden.

## Het voogdijschap over Willem III
De Restauratie van Karel II in Groot-Brittannië, verbeterde de positie van de "Dowager Princess" en haar zoon in Holland zeer. In 1660 wordt de roep in de Republiek om verheffing van de prins steeds luider. Om de Oranjegezinden de wind uit de zeilen te nemen lanceerde Johan de Witt het idee om de prins een goede opvoeding te laten geven onder directe leiding van de Staten van Holland. Dit idee was hem aangedragen door zijn oom Cornelis de Graeff. Intussen wees De Witt een voorstel van prinses Maria Henriëtte om de prins te benoemen tot kapitein-generaal, in navolging van een besluit van de Staten van Gelderland, af. De prinses vroeg raad aan Karel II en zocht ook steun bij Amsterdam, waar de Graeff haar goedgezind was. De Staten van Holland besloten op 1 december 1660 conform het voorstel van prinses Maria Henriëtte de commissie samen te stellen. Naast de Witt en de Graeff werden enkele vooraanstaande leden zoals Lodewijk van Nassau-Beverweerd en Nanning van Foreest met het voogdijschap over prins Willem III, "het kind van staat", benoemd.

## Overlijden
In september 1660 keerde zij naar Engeland terug. Zij stierf twee maanden later op 29-jarige leeftijd aan pokken in het Palace of Whitehall en werd begraven in Westminster Abbey. In haar testament had ze haar broer Karel tot voogd over haar zoon Willem benoemd en de nieuwe koning van Engeland gebruikte dit onmiddellijk om zijn invloed in de Republiek te vergroten.

## Kwartierstaat (voorouders)
| Henry Stuart Darnley (1545-1567) | Henry Stuart Darnley (1545-1567) | Henry Stuart Darnley (1545-1567) | Henry Stuart Darnley (1545-1567) | Henry Stuart Darnley (1545-1567)   | Henry Stuart Darnley (1545-1567)   | Maria I van Schotland (1542-1587)  | Maria I van Schotland (1542-1587)  | Maria I van Schotland (1542-1587)  | Maria I van Schotland (1542-1587)  | Maria I van Schotland (1542-1587) | Maria I van Schotland (1542-1587) |                                   |                                   | Frederik II van Denemarken (1534-1588) | Frederik II van Denemarken (1534-1588) | Frederik II van Denemarken (1534-1588) | Frederik II van Denemarken (1534-1588) | Frederik II van Denemarken (1534-1588) | Frederik II van Denemarken (1534-1588) | Sophia van Mecklenburg-Güstrow (1557-1631) | Sophia van Mecklenburg-Güstrow (1557-1631) | Sophia van Mecklenburg-Güstrow (1557-1631) | Sophia van Mecklenburg-Güstrow (1557-1631) | Sophia van Mecklenburg-Güstrow (1557-1631) | Sophia van Mecklenburg-Güstrow (1557-1631) |                                     |                                     | Anton van Bourbon (1518-1562)       | Anton van Bourbon (1518-1562)       | Anton van Bourbon (1518-1562) | Anton van Bourbon (1518-1562) | Anton van Bourbon (1518-1562)        | Anton van Bourbon (1518-1562)        | Johanna van Albret (1528-1572)       | Johanna van Albret (1528-1572)       | Johanna van Albret (1528-1572)       | Johanna van Albret (1528-1572)       | Johanna van Albret (1528-1572)            | Johanna van Albret (1528-1572)            |                                           |                                           | Francesco I de' Medici (1541-1587)        | Francesco I de' Medici (1541-1587)        | Francesco I de' Medici (1541-1587)      | Francesco I de' Medici (1541-1587)      | Francesco I de' Medici (1541-1587) | Francesco I de' Medici (1541-1587) | Johanna van Oostenrijk (1547-1578) | Johanna van Oostenrijk (1547-1578) | Johanna van Oostenrijk (1547-1578) | Johanna van Oostenrijk (1547-1578) | Johanna van Oostenrijk (1547-1578) | Johanna van Oostenrijk (1547-1578) |  |  |  |  |  |  |  |  |  |  |  |  |  |  |  |  |  |  |  |  |  |  |  |  |  |  |  |  |  |  |  |  |  |  |  |  |  |  |  |  |  |  |  |  |  |  |  |  |
| Henry Stuart Darnley (1545-1567) | Henry Stuart Darnley (1545-1567) | Henry Stuart Darnley (1545-1567) | Henry Stuart Darnley (1545-1567) | Henry Stuart Darnley (1545-1567)   | Henry Stuart Darnley (1545-1567)   | Maria I van Schotland (1542-1587)  | Maria I van Schotland (1542-1587)  | Maria I van Schotland (1542-1587)  | Maria I van Schotland (1542-1587)  | Maria I van Schotland (1542-1587) | Maria I van Schotland (1542-1587) |                                   |                                   | Frederik II van Denemarken (1534-1588) | Frederik II van Denemarken (1534-1588) | Frederik II van Denemarken (1534-1588) | Frederik II van Denemarken (1534-1588) | Frederik II van Denemarken (1534-1588) | Frederik II van Denemarken (1534-1588) | Sophia van Mecklenburg-Güstrow (1557-1631) | Sophia van Mecklenburg-Güstrow (1557-1631) | Sophia van Mecklenburg-Güstrow (1557-1631) | Sophia van Mecklenburg-Güstrow (1557-1631) | Sophia van Mecklenburg-Güstrow (1557-1631) | Sophia van Mecklenburg-Güstrow (1557-1631) |                                     |                                     | Anton van Bourbon (1518-1562)       | Anton van Bourbon (1518-1562)       | Anton van Bourbon (1518-1562) | Anton van Bourbon (1518-1562) | Anton van Bourbon (1518-1562)        | Anton van Bourbon (1518-1562)        | Johanna van Albret (1528-1572)       | Johanna van Albret (1528-1572)       | Johanna van Albret (1528-1572)       | Johanna van Albret (1528-1572)       | Johanna van Albret (1528-1572)            | Johanna van Albret (1528-1572)            |                                           |                                           | Francesco I de' Medici (1541-1587)        | Francesco I de' Medici (1541-1587)        | Francesco I de' Medici (1541-1587)      | Francesco I de' Medici (1541-1587)      | Francesco I de' Medici (1541-1587) | Francesco I de' Medici (1541-1587) | Johanna van Oostenrijk (1547-1578) | Johanna van Oostenrijk (1547-1578) | Johanna van Oostenrijk (1547-1578) | Johanna van Oostenrijk (1547-1578) | Johanna van Oostenrijk (1547-1578) | Johanna van Oostenrijk (1547-1578) |  |  |  |  |  |  |  |  |  |  |  |  |  |  |  |  |  |  |  |  |  |  |  |  |  |  |  |  |  |  |  |  |  |  |  |  |  |  |  |  |  |  |  |  |  |  |  |  |
|                                  |                                  |                                  |                                  |                                    |                                    |                                    |                                    |                                    |                                    |                                   |                                   |                                   |                                   |                                        |                                        |                                        |                                        |                                        |                                        |                                            |                                            |                                            |                                            |                                            |                                            |                                     |                                     |                                     |                                     |                               |                               |                                      |                                      |                                      |                                      |                                      |                                      |                                           |                                           |                                           |                                           |                                           |                                           |                                         |                                         |                                    |                                    |                                    |                                    |                                    |                                    |                                    |                                    |  |  |  |  |  |  |  |  |  |  |  |  |  |  |  |  |  |  |  |  |  |  |  |  |  |  |  |  |  |  |  |  |  |  |  |  |  |  |  |  |  |  |  |  |  |  |  |  |
|                                  |                                  |                                  |                                  | Jacobus I van Engeland (1566-1625) | Jacobus I van Engeland (1566-1625) | Jacobus I van Engeland (1566-1625) | Jacobus I van Engeland (1566-1625) | Jacobus I van Engeland (1566-1625) | Jacobus I van Engeland (1566-1625) |                                   |                                   |                                   |                                   |                                        |                                        | Anna van Denemarken (1574-1619)        | Anna van Denemarken (1574-1619)        | Anna van Denemarken (1574-1619)        | Anna van Denemarken (1574-1619)        | Anna van Denemarken (1574-1619)            | Anna van Denemarken (1574-1619)            |                                            |                                            |                                            |                                            |                                     |                                     |                                     |                                     |                               |                               | Hendrik IV van Frankrijk (1553-1610) | Hendrik IV van Frankrijk (1553-1610) | Hendrik IV van Frankrijk (1553-1610) | Hendrik IV van Frankrijk (1553-1610) | Hendrik IV van Frankrijk (1553-1610) | Hendrik IV van Frankrijk (1553-1610) |                                           |                                           |                                           |                                           |                                           |                                           | Maria de' Medici (1575-1642)            | Maria de' Medici (1575-1642)            | Maria de' Medici (1575-1642)       | Maria de' Medici (1575-1642)       | Maria de' Medici (1575-1642)       | Maria de' Medici (1575-1642)       |                                    |                                    |                                    |                                    |  |  |  |  |  |  |  |  |  |  |  |  |  |  |  |  |  |  |  |  |  |  |  |  |  |  |  |  |  |  |  |  |  |  |  |  |  |  |  |  |  |  |  |  |  |  |  |  |
|                                  |                                  |                                  |                                  | Jacobus I van Engeland (1566-1625) | Jacobus I van Engeland (1566-1625) | Jacobus I van Engeland (1566-1625) | Jacobus I van Engeland (1566-1625) | Jacobus I van Engeland (1566-1625) | Jacobus I van Engeland (1566-1625) |                                   |                                   |                                   |                                   |                                        |                                        | Anna van Denemarken (1574-1619)        | Anna van Denemarken (1574-1619)        | Anna van Denemarken (1574-1619)        | Anna van Denemarken (1574-1619)        | Anna van Denemarken (1574-1619)            | Anna van Denemarken (1574-1619)            |                                            |                                            |                                            |                                            |                                     |                                     |                                     |                                     |                               |                               | Hendrik IV van Frankrijk (1553-1610) | Hendrik IV van Frankrijk (1553-1610) | Hendrik IV van Frankrijk (1553-1610) | Hendrik IV van Frankrijk (1553-1610) | Hendrik IV van Frankrijk (1553-1610) | Hendrik IV van Frankrijk (1553-1610) |                                           |                                           |                                           |                                           |                                           |                                           | Maria de' Medici (1575-1642)            | Maria de' Medici (1575-1642)            | Maria de' Medici (1575-1642)       | Maria de' Medici (1575-1642)       | Maria de' Medici (1575-1642)       | Maria de' Medici (1575-1642)       |                                    |                                    |                                    |                                    |  |  |  |  |  |  |  |  |  |  |  |  |  |  |  |  |  |  |  |  |  |  |  |  |  |  |  |  |  |  |  |  |  |  |  |  |  |  |  |  |  |  |  |  |  |  |  |  |
|                                  |                                  |                                  |                                  |                                    |                                    |                                    |                                    |                                    |                                    | Karel I van Engeland (1600-1649)  | Karel I van Engeland (1600-1649)  | Karel I van Engeland (1600-1649)  | Karel I van Engeland (1600-1649)  | Karel I van Engeland (1600-1649)       | Karel I van Engeland (1600-1649)       |                                        |                                        |                                        |                                        |                                            |                                            |                                            |                                            |                                            |                                            |                                     |                                     |                                     |                                     |                               |                               |                                      |                                      |                                      |                                      |                                      |                                      | Henriëtta Maria van Frankrijk (1609-1669) | Henriëtta Maria van Frankrijk (1609-1669) | Henriëtta Maria van Frankrijk (1609-1669) | Henriëtta Maria van Frankrijk (1609-1669) | Henriëtta Maria van Frankrijk (1609-1669) | Henriëtta Maria van Frankrijk (1609-1669) |                                         |                                         |                                    |                                    |                                    |                                    |                                    |                                    |                                    |                                    |  |  |  |  |  |  |  |  |  |  |  |  |  |  |  |  |  |  |  |  |  |  |  |  |  |  |  |  |  |  |  |  |  |  |  |  |  |  |  |  |  |  |  |  |  |  |  |  |
|                                  |                                  |                                  |                                  |                                    |                                    |                                    |                                    |                                    |                                    | Karel I van Engeland (1600-1649)  | Karel I van Engeland (1600-1649)  | Karel I van Engeland (1600-1649)  | Karel I van Engeland (1600-1649)  | Karel I van Engeland (1600-1649)       | Karel I van Engeland (1600-1649)       |                                        |                                        |                                        |                                        |                                            |                                            |                                            |                                            |                                            |                                            |                                     |                                     |                                     |                                     |                               |                               |                                      |                                      |                                      |                                      |                                      |                                      | Henriëtta Maria van Frankrijk (1609-1669) | Henriëtta Maria van Frankrijk (1609-1669) | Henriëtta Maria van Frankrijk (1609-1669) | Henriëtta Maria van Frankrijk (1609-1669) | Henriëtta Maria van Frankrijk (1609-1669) | Henriëtta Maria van Frankrijk (1609-1669) |                                         |                                         |                                    |                                    |                                    |                                    |                                    |                                    |                                    |                                    |  |  |  |  |  |  |  |  |  |  |  |  |  |  |  |  |  |  |  |  |  |  |  |  |  |  |  |  |  |  |  |  |  |  |  |  |  |  |  |  |  |  |  |  |  |  |  |  |
|                                  |                                  |                                  |                                  |                                    |                                    |                                    |                                    |                                    |                                    |                                   |                                   |                                   |                                   |                                        |                                        |                                        |                                        |                                        |                                        |                                            |                                            |                                            |                                            |                                            |                                            |                                     |                                     |                                     |                                     |                               |                               |                                      |                                      |                                      |                                      |                                      |                                      |                                           |                                           |                                           |                                           |                                           |                                           |                                         |                                         |                                    |                                    |                                    |                                    |                                    |                                    |                                    |                                    |  |  |  |  |  |  |  |  |  |  |  |  |  |  |  |  |  |  |  |  |  |  |  |  |  |  |  |  |  |  |  |  |  |  |  |  |  |  |  |  |  |  |  |  |  |  |  |  |
|                                  |                                  |                                  |                                  |                                    |                                    |                                    |                                    |                                    |                                    |                                   |                                   |                                   |                                   |                                        |                                        |                                        |                                        |                                        |                                        |                                            |                                            |                                            |                                            |                                            |                                            |                                     |                                     |                                     |                                     |                               |                               |                                      |                                      |                                      |                                      |                                      |                                      |                                           |                                           |                                           |                                           |                                           |                                           |                                         |                                         |                                    |                                    |                                    |                                    |                                    |                                    |                                    |                                    |  |  |  |  |  |  |  |  |  |  |  |  |  |  |  |  |  |  |  |  |  |  |  |  |  |  |  |  |  |  |  |  |  |  |  |  |  |  |  |  |  |  |  |  |  |  |  |  |
| Karel Jacobus Stuart (1629-1629) | Karel Jacobus Stuart (1629-1629) | Karel Jacobus Stuart (1629-1629) | Karel Jacobus Stuart (1629-1629) | Karel Jacobus Stuart (1629-1629)   | Karel Jacobus Stuart (1629-1629)   |                                    |                                    | Karel II van Engeland (1630-1685)  | Karel II van Engeland (1630-1685)  | Karel II van Engeland (1630-1685) | Karel II van Engeland (1630-1685) | Karel II van Engeland (1630-1685) | Karel II van Engeland (1630-1685) |                                        |                                        | Maria Henriëtte Stuart (1631−1660)     | Maria Henriëtte Stuart (1631−1660)     | Maria Henriëtte Stuart (1631−1660)     | Maria Henriëtte Stuart (1631−1660)     | Maria Henriëtte Stuart (1631−1660)         | Maria Henriëtte Stuart (1631−1660)         |                                            |                                            | Jacobus II van Engeland (1633-1701)        | Jacobus II van Engeland (1633-1701)        | Jacobus II van Engeland (1633-1701) | Jacobus II van Engeland (1633-1701) | Jacobus II van Engeland (1633-1701) | Jacobus II van Engeland (1633-1701) |                               |                               | Hendrik Stuart (1640-1660)           | Hendrik Stuart (1640-1660)           | Hendrik Stuart (1640-1660)           | Hendrik Stuart (1640-1660)           | Hendrik Stuart (1640-1660)           | Hendrik Stuart (1640-1660)           |                                           |                                           | Henriëtta Anne van Engeland (1644-1670)   | Henriëtta Anne van Engeland (1644-1670)   | Henriëtta Anne van Engeland (1644-1670)   | Henriëtta Anne van Engeland (1644-1670)   | Henriëtta Anne van Engeland (1644-1670) | Henriëtta Anne van Engeland (1644-1670) |                                    |                                    | 3 jong overleden zusters           | 3 jong overleden zusters           | 3 jong overleden zusters           | 3 jong overleden zusters           | 3 jong overleden zusters           | 3 jong overleden zusters           |  |  |  |  |  |  |  |  |  |  |  |  |  |  |  |  |  |  |  |  |  |  |  |  |  |  |  |  |  |  |  |  |  |  |  |  |  |  |  |  |  |  |  |  |  |  |  |  |